# DKIM
DomainKeys Identified Mail（DKIM）とは、電子メールの認証技術である。DKIMは、署名するMail transfer agent（MTA）から検証するMTAまで、ほぼエンド・ツー・エンドの完全性を提供する。多くの場合、署名するMTAが発信者に代わりDKIM-Signatureヘッダを追加し、また検証するMTAがDNSを通じて発信者の公開鍵を検索することで、受信者に代わり署名の正当性を立証する。
DomainKeysの仕様は、DKIMを作るためにIdentified Internet Mail（IIM）の特徴を採用した。DomainKeysとIIMを併せた仕様は、IETF標準化提案（Proposed Standard）に向けて仕様を導いたIETFワーキング・グループのための基礎である。
一般的な動作方法について、詳しくはDomainKeysを参照。DKIMはあらゆる点でDomainKeysの動作に極めてよく似ている。